# Natalija Derepasko
Natalija Derepasko, slovensko-ukrajinska rokometašica, *16. april 1973, Ukrajina.
Svojo športno pot je začela kot rokometašica Spartaka. Njen največji uspeh je dvakratna osvojitev naslova Lige prvakinj. Sedaj igra za RK Krim Mercator. 
Zaradi hude poškodbe so ji pred časom operirali ramo. Sedaj ima težave z ahilovo tetivo.